# Окна де Фијер
Окна де Фијер (рум. Ocna de Fier) је насеље и седиште истоимене општине Окна де Фијер у жупанији Караш-Северин у Румунији. Према попису из 2021. у насељу је било 569 становника.

## Географија
Окна де Фијер се налази на западу Румуније, у северном делу жупаније Караш-Северин. Смештено је у долини потока Моравица у Догнечким планинама и припада брдском делу Баната. Кроз насеље пролази жупанијски пут преко којег је насеље повезано са најближим градом, Бокшом, и седиштем жупаније, Решицом. Од Бокше је удаљена 7 километара, а од Решице 25 километара.
Окна де Фијер је била позната као рударско место са дугом историјом експлоатације гвожђа, још од римског доба. Неколико деценија након завршетка Другог светског рата, експлоатација је потпуно напуштена, а данас је место окренуто ка туризму.

## Становништво
| 1992. | 2002. | 2011. | 2021. |
| ----- | ----- | ----- | ----- |
| 907   | 792   | 656   | 569   |

Према попису из 2021. у Окни де Фијеру је живело 569 становника што је за 87 мање (-13,26%) у односу на попис из 2011. када је у насељу било 656 становника.
Према попису из 2021. већину становништва су чинили Румуни (91,39%).
| Етнички састав према попису из 2021.‍ | Етнички састав према попису из 2021.‍ | Етнички састав према попису из 2021.‍ | Етнички састав према попису из 2021.‍ | Етнички састав према попису из 2021.‍ |
| ------------------------------------ | ------------------------------------ | ------------------------------------ | ------------------------------------ | ------------------------------------ |
|                                      |                                      |                                      |                                      |                                      |
| Румуни                               | Румуни                               |                                      | 520                                  | 91,39%                               |
| Остали                               | Остали                               |                                      | 2                                    | 0,35%                                |
| Непознато                            | Непознато                            |                                      | 47                                   | 8,26%                                |